# روروک

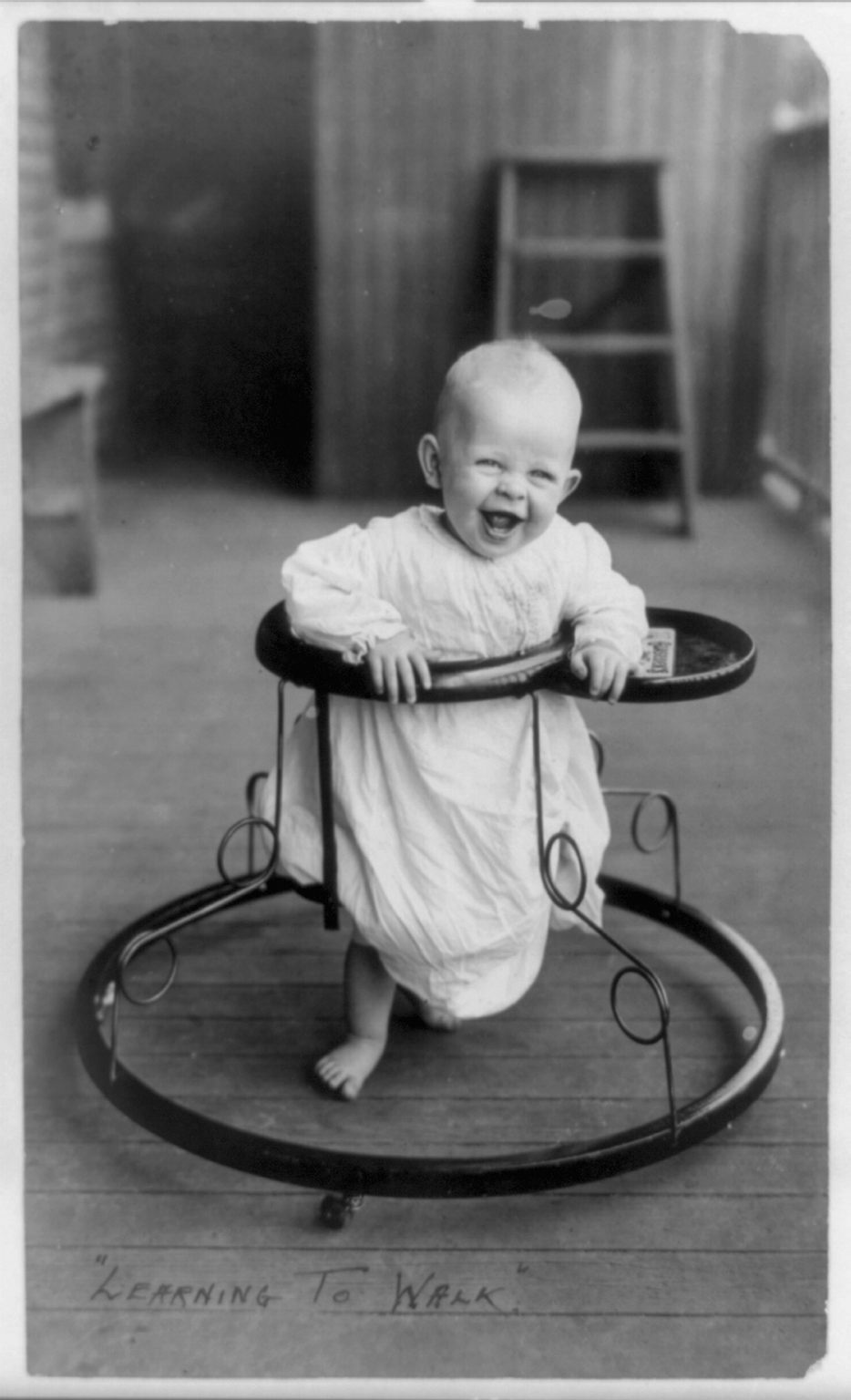
یک نوزاد در روروک، ۱۹۰۵

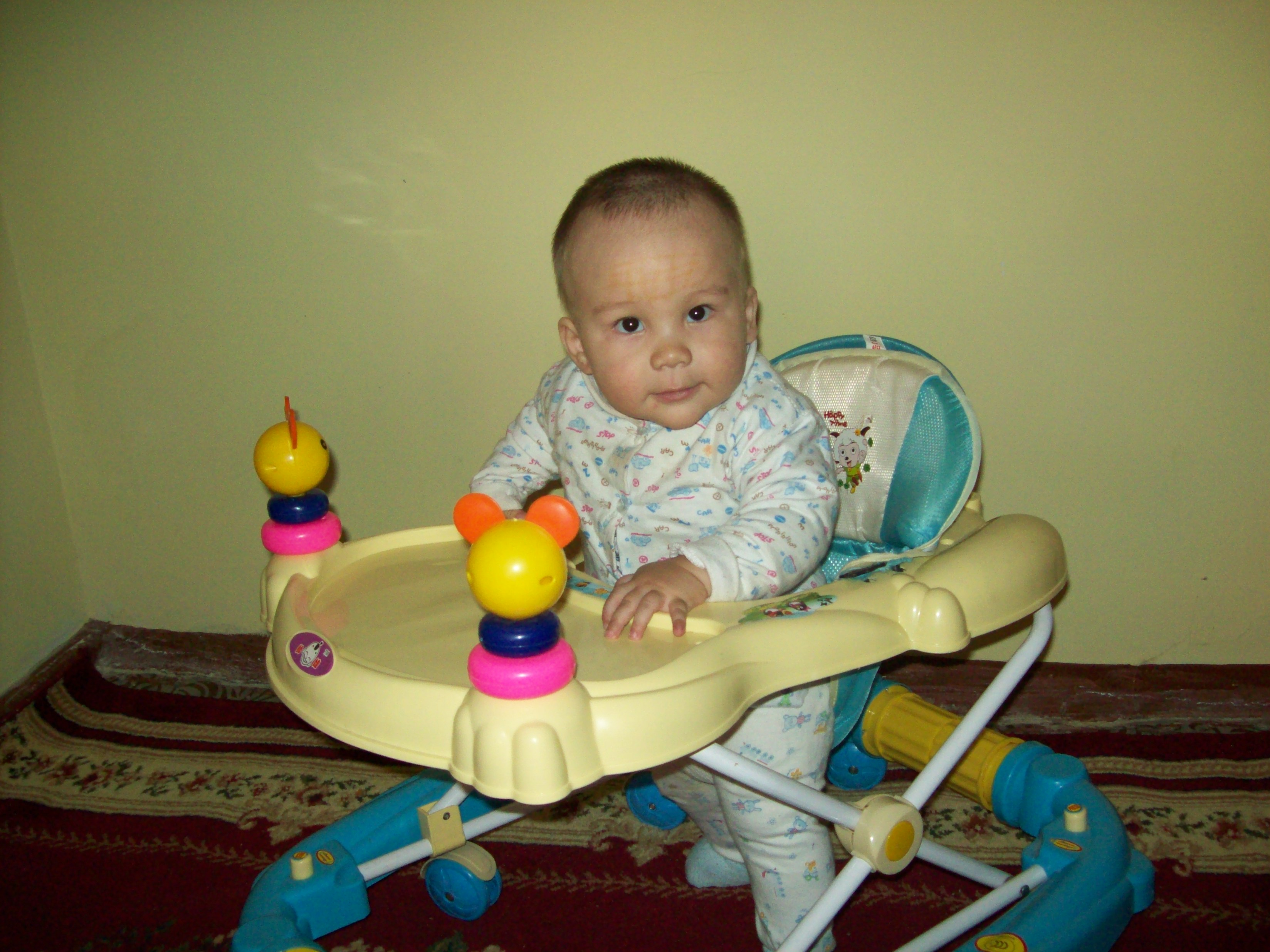
کودک ۶ ماهه ای که در روروک نشسته است

روروک یا واکر بچه وسیله‌ای است برای نوزادانی که نمی‌توانند به تنهایی راه بروند تا از آن برای حرکت استفاده کنند. روروک‌های مدرن برای کودک نوپا نیز به کار می‌روند. روروک‌ها دارای پایهٔ ساخته‌شده از پلاستیک سخت هستند که در بالای چرخ‌ها قرار گرفته است و یک صندلی پارچه‌ای معلق همراه با دو سوراخ برای پاها دارند. در آمریکا روروک‌ها سالانه باعث حدود دو هزار مورد آسیب جدی به کودکان می‌شوند که مستلزم به مراجعه به اورژانس است. به همین دلیل، متخصصان اطفال خواستار ممنوعیت کامل روروک شده‌اند.

## علت تأخیر در رشد
بسیاری از والدین فکر می‌کنند روروک‌ها کودک را کمک می‌کنند تا سریع‌تر راه بیفتد، اما روروک‌ها در واقع ممکن است دو تا سه هفته راه رفتن را برای کودک معمولی به تأخیر بیندازند. میزان استفاده مهم است؛ به ازای هر ۲۴ ساعتی که نوزادان در روروک می‌گذرانند (مثلاً یک ساعت در روز به مدت ۲۴ روز)، سه روز دیرتر راه رفتن را یادمی‌گیرند و چهار روز دیرتر (نسبت به وضعیت بدون روروک) می‌توانند بایستند.

## مسائل ایمنی
روروک‌ها منجر به صدمات قابل پیشگیری بسیاری ناشی از زمین‌خوردن، واژگون شدن یا لغزش روی زمین‌های مرطوب شده است. اینها شامل صدمات ناشی از افتادن از پله‌ها در حین حرکت در روروک است، که اغلب با آسیب‌هایی همراه است که حتی بدتر از آسیب‌های معمول ناشی از افتادن از پله‌هاست. روروک‌ها به نوزادان امکان می‌دهند به مکان‌هایی برسند که در غیر این صورت نمی‌توانستند به آن برسند، از جمله استخر، وان حمام، و آشپزخانه، جایی که ممکن است در معرض خطر سوختگی ناشی از دست زدن به غذای جوشان روی اجاق گاز قرار گیرند. تعداد کل آسیب‌های مربوط به استفاده از روروک، باید بسیار بیشتر از این باشد، زیرا بیش از چهل اصطلاح مختلف در گزارش‌های علمی یا خبری برای این دستگاه‌ها استفاده می‌شود، و این مسئله تعداد آسیب‌های مربوط به روروک را پیچیده می‌کند.
کمیسیون ایمنی کالاهای نهایی آمریکا، آکادمی پزشکی اطفال آمریکا، مؤسسهٔ کودکان در معرض خطر و سایر سازمان‌ها هشدارهایی را برای منصرف کردن والدین از استفاده از روروک صادر کرده‌اند. آموزش مستقیم والدین در محیط پزشکی، تمایل والدین را به استفاده از این وسایل کاهش می‌دهد.
در کانادا، فروش روروک در ۷ آوریل ۲۰۰۴ ممنوع شد. کانادا اولین کشور در جهان است که فروش، واردات و تبلیغات روروک را ممنوع کرده است. این ممنوعیت شامل روروک‌های دست دوم و اصلاح‌شده هم می‌شود، از جمله آنهایی که در فروش گاراژی یا بازارهای دست‌دوم‌فروشی فروخته می‌شوند. قانون بهبود ایمنی کالاهای نهایی کانادا مصوب ۲۰۰۸ اقلامی را که مجاز به خریدوفروش در چنین بازارهایی بودند تغییر داد. صاحبان روروک ممکن است تا صد هزار دلار کانادا جریمه شوند یا به شش ماه زندان محکوم شوند.
در آمریکا، صدمات سالانه مربوط به روروک از حدود ۲۱ هزار مورد در سال ۱۹۹۰ به حدود ۳۲۰۰ در سال ۲۰۰۳ کاهش یافت که به دلیل تبلیغات در مورد خطر چنین وسایلی و بهبود داوطلبانه ایمنی توسط تولیدکنندگان است. بین سال‌های ۲۰۰۴ تا ۲۰۰۸، هشت نوزاد بر اثر چنین جراحاتی جان باختند پس از اجرایی شدن استانداردهای اجباری کمیسیون ایمنی کالاهای نهایی آمریکا (مصوب سال ۲۰۱۰) از جمله الزامات آزمایش و ترمز برای جلوگیری از سقوط از پله، صدمات سالانه ۲۳ درصد کاهش یافت.

## جایگزین

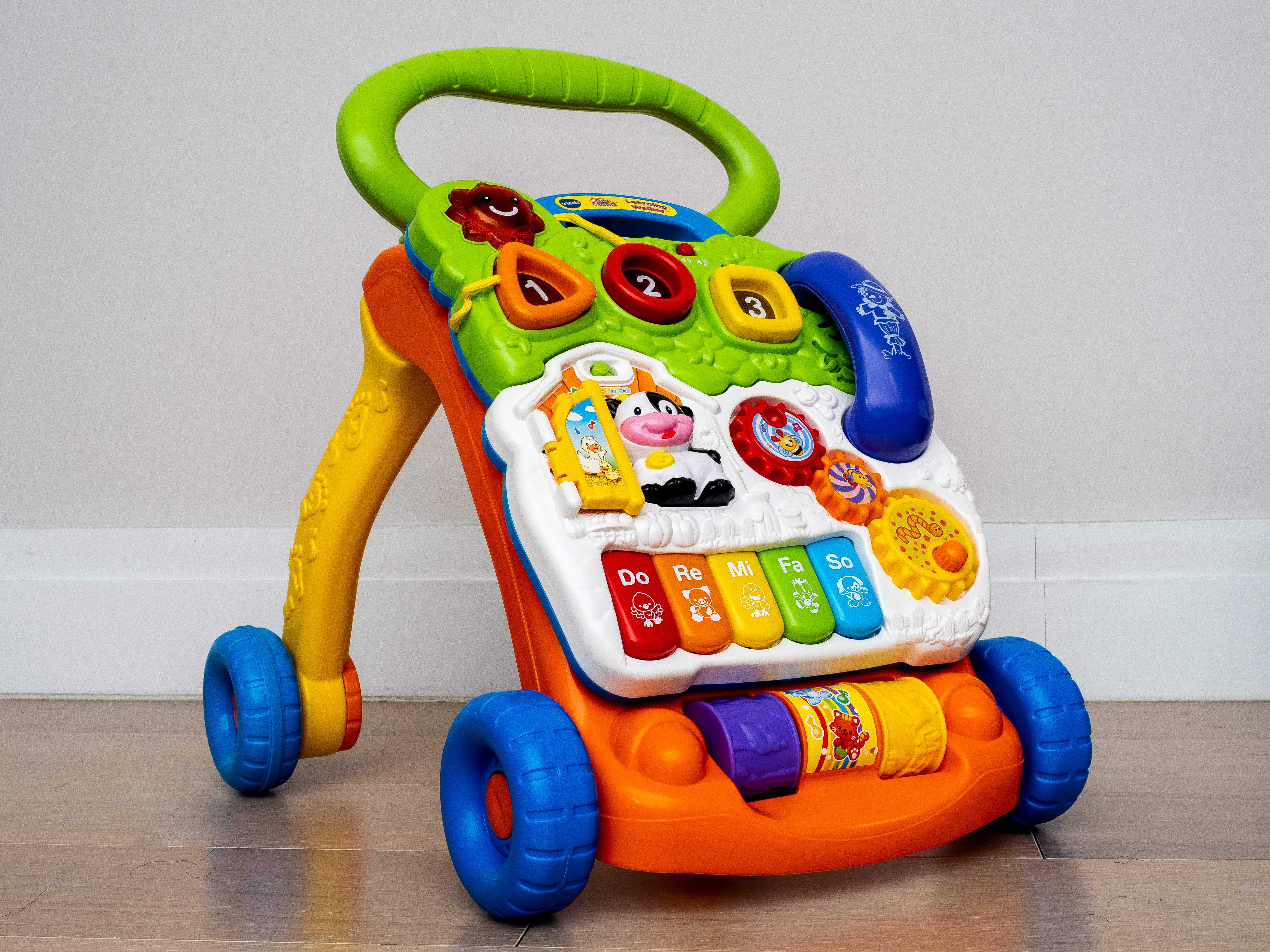
اسباب‌بازی با چهار چرخ و یک دسته در قسمت بالا که کودک نوپا می‌تواند پشت این اسباب بازی بایستد و هنگام راه رفتن، آن را هل دهد.

روروک والدین‌یار به عنوان جایگزین برای روروک سنتی ساخته شده‌است. این نوع روروک تفاوت زیادی با روروک‌های سنتی دارد زیرا چرخ ندارد و در حین استفاده به کمک کامل والدین نیاز دارد. طراحی روروک مدرنِ والدین‌یار شبیه به طناب پیشرو است که در حین یادگیری راه رفتن، کودک به صورت عمودی از تسمه‌ها آویزان می‌شود. روروک والدین‌یار نسبت به روروک سنتی که می‌تواند در حین استفاده بدون مراقبت باشد، روش ایمن‌تری برای آموزش راه رفتن به کودک فراهم می‌کند.

## تاریخ

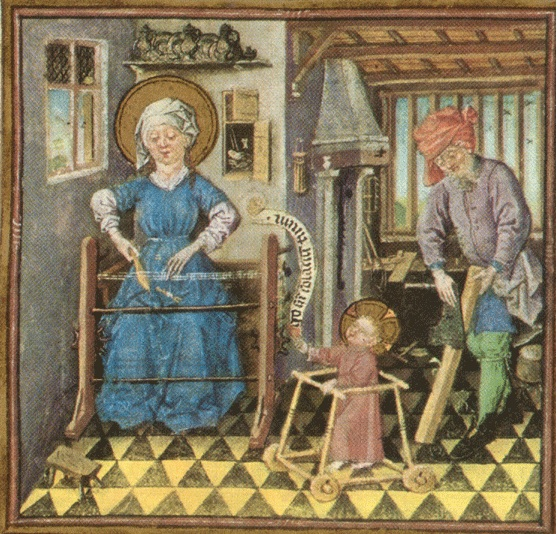
عیسی مسیح در روروک، ساعت‌های کاترین کلوز، ج. ۱۴۴۰

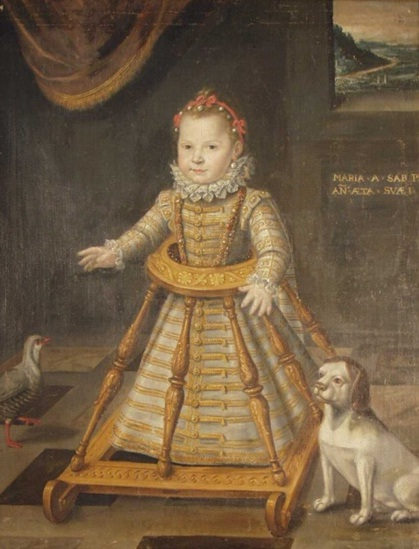
پرتره ماریا آپولونیا از ساوی (۱۵۹۴–۱۶۵۶)

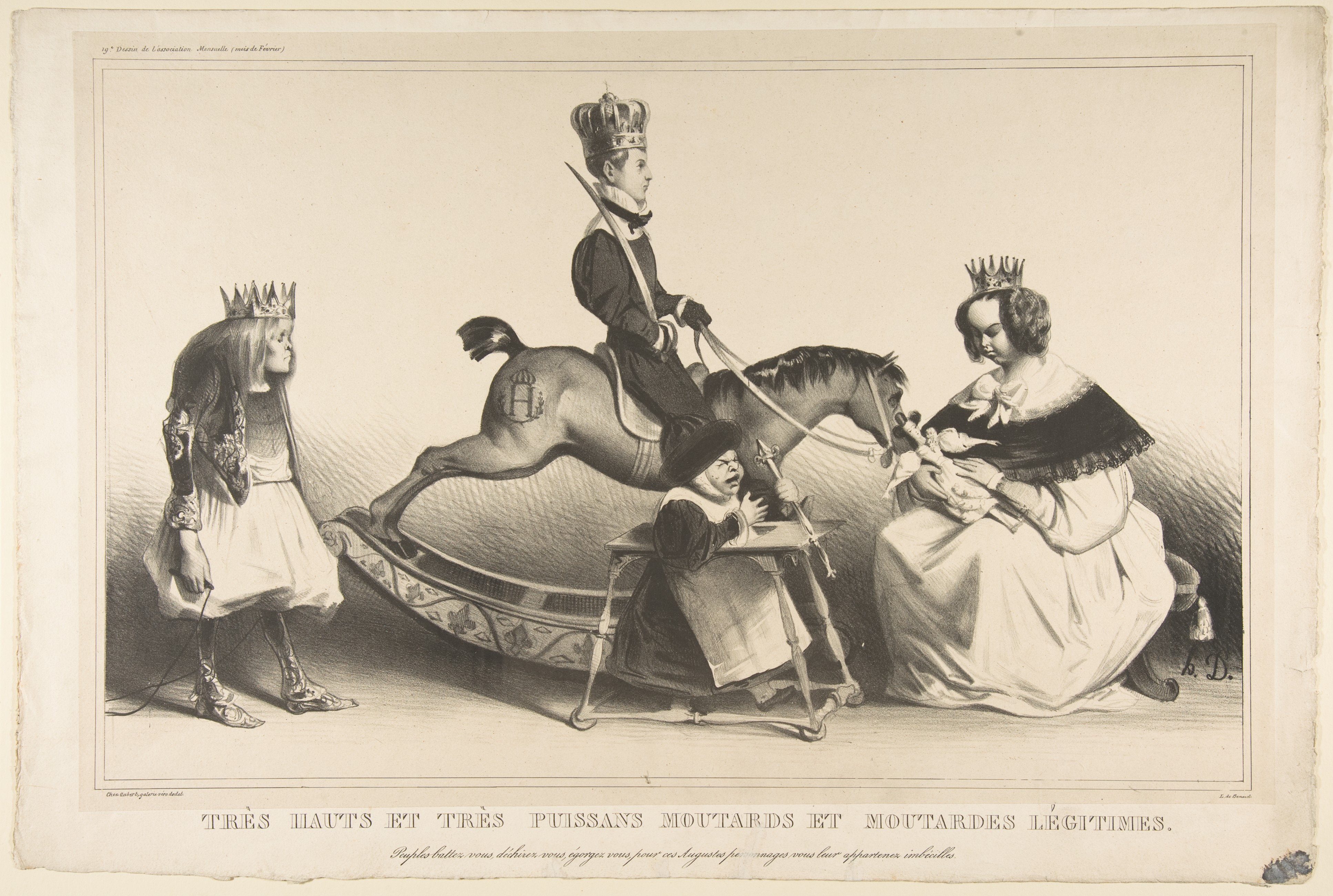
نقاشی فرانسوی شامل روروک

روروک از اوایل قرن پانزدهم در اروپا معمول بود. یک نقاشی در ساعت‌های کاترین کلوز (دست‌نوشتهٔ هلندی مربوط به آن دوره) مسیحِ نوزاد را در روروک چوبی به تصویر می‌کشد.
«گوکارت» نام تاریخی رایج برای روروک چرخدار بود. انواع دیگر نیز استفاده می‌شد. مثلاً «کودک‌دوان» حلقه‌ای چوبی بود که در ارتفاع کمر نوزاد، روی میله‌ای قرار می‌گرفت که در کف و سقف نصب می‌شد. نوزاد در داخل حلقه قرار گرفته بود و می‌توانست به صورت دایره‌ای در اطراف میله حرکت کند. این امر مانع از رسیدن نوزاد به مکان‌های خطرناک مانند اجاق داغ می‌شد.